# Emily O’Reilly

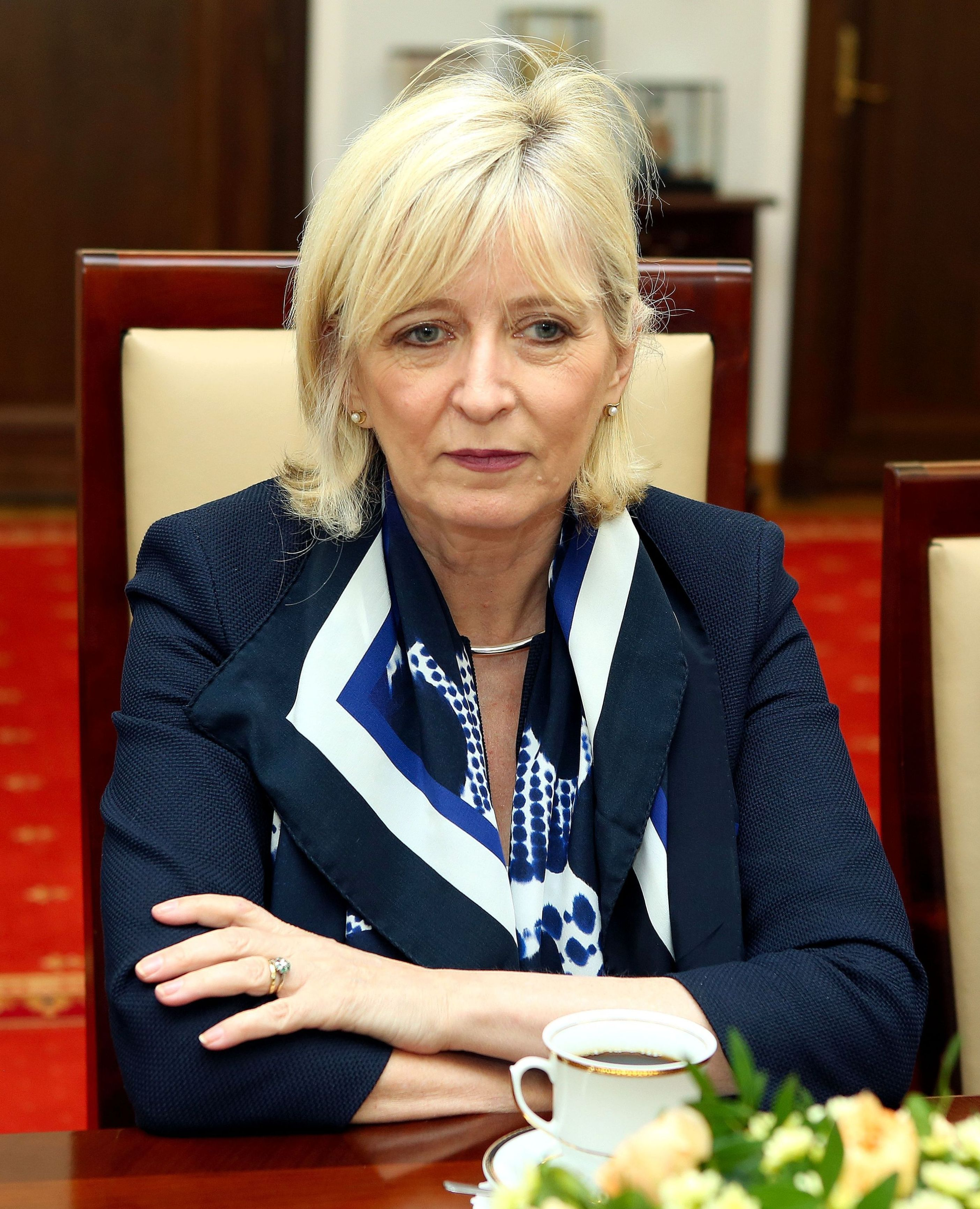
Emily O’Reilly (2014)

Emily O’Reilly (* 1957 in Tullamore, County Offaly) ist eine irische Journalistin und Autorin. Seit 1. Oktober 2013 war sie die Europäische Bürgerbeauftragte der Europäischen Union und die erste Frau in diesem Amt. Ihre Amtszeit endete 2024.

## Ausbildung
Emily O’Reilly besuchte das University College in Dublin und schloss 1979 in europäischen Sprachen und Literatur ab. 1980 erwarb sie einen Abschluss in Erziehungswissenschaften am Trinity College in Dublin. Später besuchte sie außerdem noch die Harvard University.

## Berufliche Tätigkeit
Von den späten 1970er Jahren an arbeitete sie als Journalistin bei The Irish Press und Sunday Tribune, danach auch für The Sunday Times und The Sunday Business Post. Ende der 1990er Jahre war sie in der Redaktion des Magazins Magill.
Von 2003 an war sie für sechs Jahre die erste irische Ombudsfrau und wurde 2009 für die nächsten sechs Jahre bestätigt. Am 3. Juli 2013 wählte das Europäische Parlament sie zur Europäischen Bürgerbeauftragten. Ihr Vorgänger als Europäischer Bürgerbeauftragter war Nikiforos Diamandouros. Am 18. Dezember 2019 verlängerte das Europäische Parlament O’Reillys Mandat um weitere sechs Jahre.
O’Reilly beklagt, dass sie ausgerechnet mit dem wichtigsten Teil ihrer Arbeit bisher nicht vorankam, denn die Bürger der EU könnten ihr „Recht, am demokratischen Leben der Union teilzunehmen“ nicht wahrnehmen. Das liege daran, dass die legislative Tätigkeit innerhalb des Europäischen Rates nicht transparent ist, wodurch es „für die Bürger praktisch unmöglich (sei), zu erfahren, wie ein europäisches Gesetz zustande gekommen ist“, was ihr Recht untergrabe, „ihre gewählten Vertreter zur Rechenschaft zu ziehen“. Dies ziele „ins Herz der Legitimität der EU“. Damit berge das Verhandeln hinter verschlossenen Türen „die Gefahr, die Bürger zu entfremden und negative Gefühle gegen die EU zu nähren,“ kritisiert O’Reilly und fordert, „das legitime Recht der Bürger auf Einflussnahme“ zu realisieren.

## Auszeichnungen

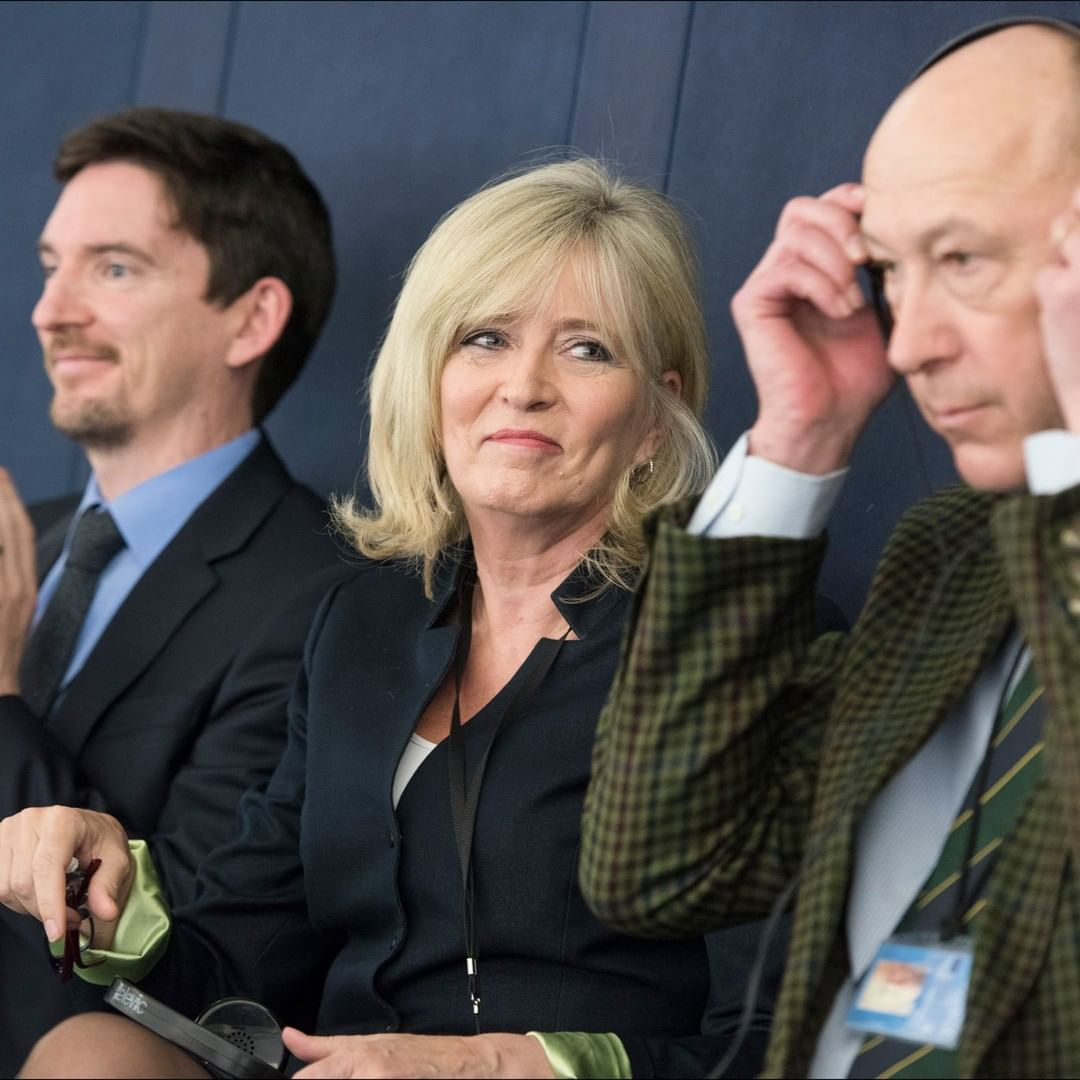
O’Reilly bei ihrer Wiederwahl 2019

Emily O’Reilly erhielt in Irland die Titel „Journalist of the Year“ und „Woman Journalist of the Year“. Außerdem bekam sie zu Beginn ihrer Laufbahn ein Nieman Fellowship in Journalismus.
2008 erhielt sie von der National University of Ireland die Ehrendoktorwürde der Rechtswissenschaften für ihre Arbeit zur Förderung der Menschenrechte. und 2014 für ihren Einsatz als irische Bürgerbeauftragte die Ehrendoktorwürde des University College Dublin.
2017 wurde sie für ihre Arbeit als Europäische Bürgerbeauftragte mit dem Schwarzkopf-Europa-Preis ausgezeichnet.
2021 erhielt sie „für ihren tatkräftigen und mutigen Einsatz für mehr Transparenz, Effektivität und Integrität der EU-Organe und Institutionen“ den Europa-Preis der Universität Flensburg.

## Privates
Emily O’Reilly ist verheiratet und hat fünf Kinder.

## Bücher
- Veronica Guerin. Vintage 1998. ISBN 0-09-976151-3
- Masterminds of the Right. Attic Press 1992. ISBN 1-85594-044-2
- Candidate: The Truth Behind the Presidential Campaign. Attic Press 1991. ISBN 1-85594-021-3